# Goldsteinpark (Bad Nauheim)

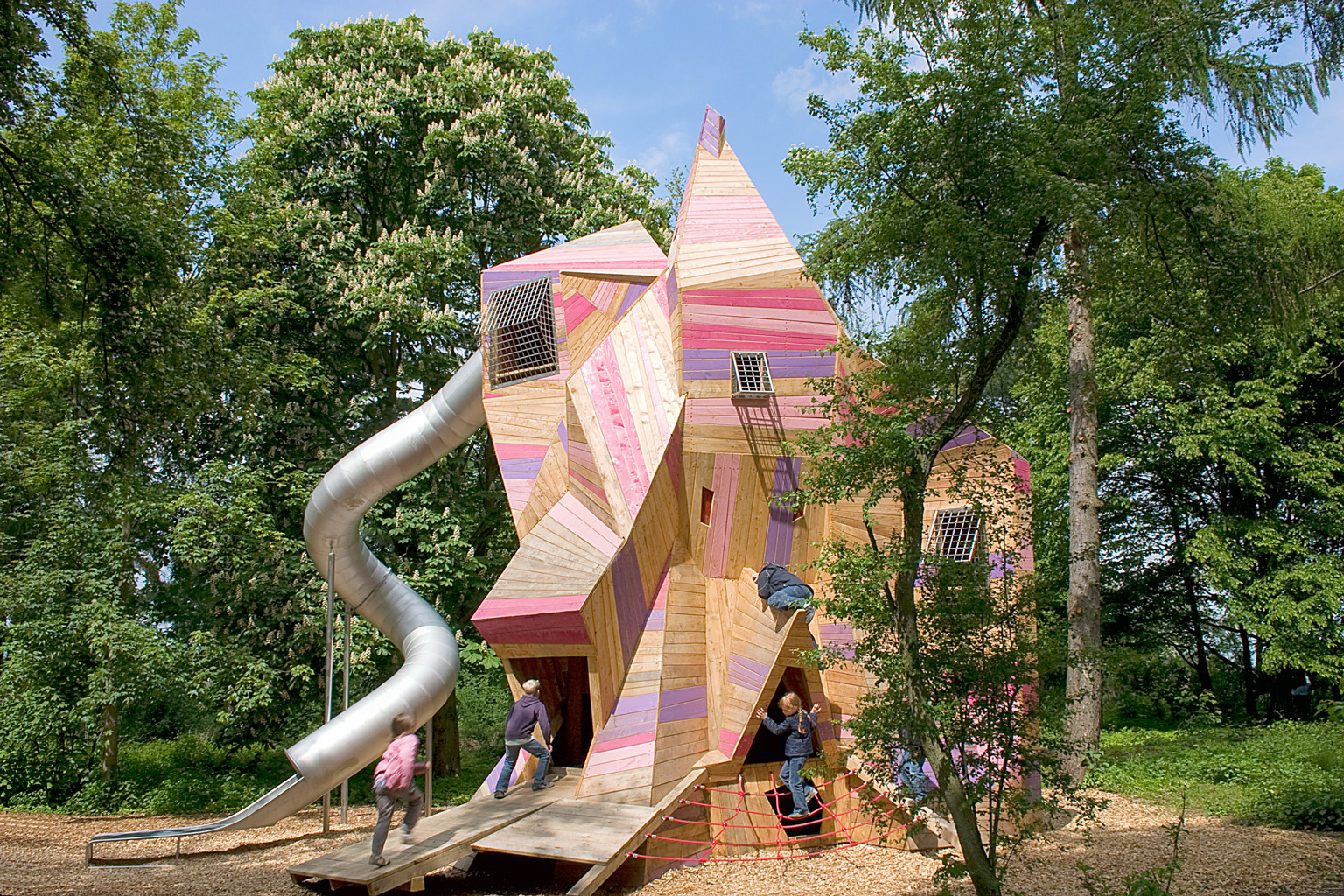
Kristallturm auf dem Waldspielplatz im Goldsteinpark

Der Goldsteinpark ist ein Bürgerpark am östlichen Stadtrand von Bad Nauheim im hessischen Wetteraukreis. Er war ein Veranstaltungsort der Landesgartenschau 2010. Im Zentrum der Parkanlage befindet sich mit dem Goldsteinturm ein als Aussichtsturm genutztes Wasserwerk der Stadt Bad Nauheim, der eine Blickachse zum Johannisberg bildet. Der Park fällt in westlicher Richtung bis zur Straße Am Goldstein leicht ab und grenzt dort an die Main-Weser-Bahn und das Gelände des Bad Nauheimer Bahnhofs, im Osten verläuft die B3. Er gehört zusammen mit dem Goldsteinturm zur als Kulturdenkmal ausgezeichneten Gesamtanlage Am Goldstein.

## Geschichte
Anlässlich der Landesgartenschau im Jahre 2010 wurde der damalige Goldsteinwald zu einem Bürgerpark entwickelt, der seitdem unter anderem einen Abenteuerwaldspielplatz für Kinder rund um einen fiktiven Salzkönig (in Anlehnung an die Bad Nauheimer Solequellen) sowie ein Areal für Open-Air-Festivals und ausgedehnte Liegewiesen umfasst.
Bereits vor der Aufwertung des Areals entwickelte sich am südöstlichen Rand des Parks das Neubaugebiet Am Goldstein mit zahlreichen Wohnungen und einem Kindergarten.

## Planetenwanderweg

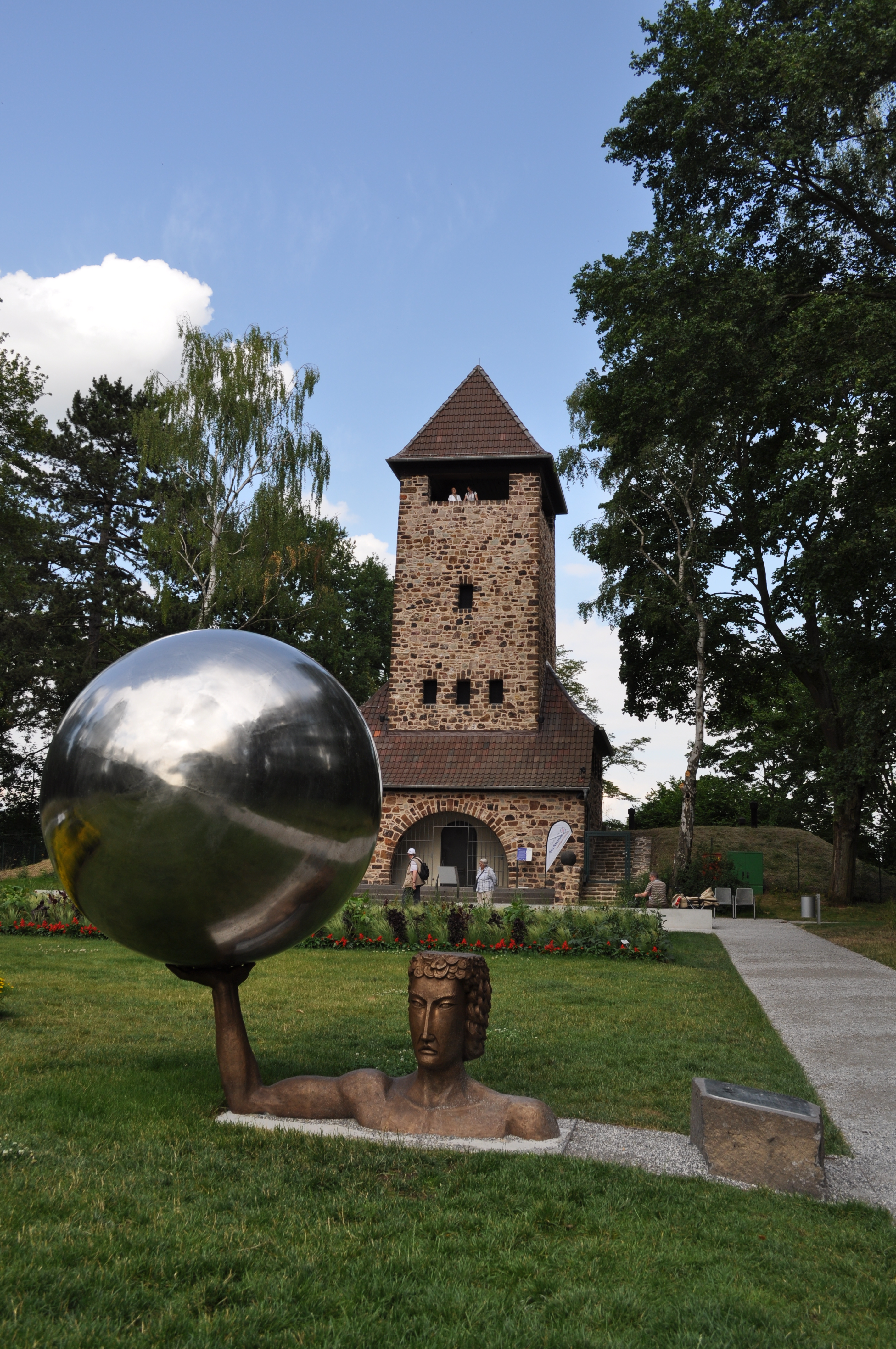
Motiv Sonne des Planetenwanderweges, im Hintergrund der Goldsteinturm

Zusammen mit der Eröffnung der Landesgartenschau 2010 wurde der Planetenwanderweg offiziell eingeweiht. Er beginnt in unmittelbarer Nähe zum Goldsteinturm und erstreckt sich von West nach Ost auf dem Gelände des Goldsteinparks mit der Sonne ⊙ und den Planeten Merkur ⊙, Venus ⊙, Erde ⊙, Mars ⊙ sowie Jupiter ⊙. In einem Maßstab von 1:2,8 Milliarden verläuft der Weg weiter durch Bad Nauheim über den Bahnhof mit dem Saturn ⊙ sowie durch den Kurpark mit dem Uranus ⊙ und endet schließlich mit dem Neptun ⊙ und dem Pluto ⊙ auf dem Johannisberg an der Volkssternwarte Wetterau. Der Planetenwanderweg bildet damit eine Verbindung zwischen den weiteren Veranstaltungsorten der Landesgartenschau und verknüpft ebenfalls weitere bedeutsame Denkmäler der Stadt wie zum Beispiel den Sprudelhof oder das Kriegerdenkmal am Fuße des Johannisbergs.
Planungen zu einem Planetenwanderweg gab es seitens der Volkssternwarte Wetterau bereits seit September 1995, konnten aber erst im Zuge der Planungen zur Landesgartenschau letztendlich verwirklicht werden.

## Veranstaltungen
Neben der 2010 im Goldsteinpark und anderen Parkanlagen Bad Nauheims ausgetragenen Landesgartenschau finden im Goldsteinpark weiterhin regelmäßig Bürgerfeste statt, unter anderem das Soundgarden Festival (bis 2016).